# 巴尔德利纳雷斯
巴尔德利纳雷斯，是西班牙阿拉贡自治区特鲁埃尔省的一个市镇。总面积55平方公里，总人口124人（2001年），人口密度2人/平方公里。